# Arapski svijet
Izraz arapski svijet odnosi se na arapske zemlje koje se nalaze na području Afrike koje se proteže od Atlantskog oceana na zapadu preko Sjeverne Afrike (dijela Afrike koji izlazi na Sredozemno more) pa sve do Crvenog mora, uključujući Arapski poluotok, odnosno države Bliskog istoka. To područje obuhvaća 25 država i teritorija s otprilike 325 milijuna stanovnika. Arapski svijet karakteriziraju religija, jezik i zajednička povijest.